# Центральна збагачувальна фабрика «Микитівська»
Центральна збагачувальна фабрика «Микитівська» — збудована у 1951 році для збагачення коксівного вугілля за проектом інституту «Південдіпрошахт». Проектна виробнича потужність 1850 тис. тонн.
Технологічна схема: глибина збагачення 0 мм, для класу 13-100 мм — відсадка, для 0,5-13 мм — відсадка, для 0-0,5 мм — флотація. Фабрика оснащена вітчизняним збагачувальним устаткуванням, яке неодноразово модернізувалося та оновлювалося в процесі експлуатації. Водно-шламове господарство фабрики побудовано за типовою схемою і забезпечує одержання просвітленої оборотної води та виведення за межі фабрики мулів (відходів флотації), які надходять до групового мулонакопичувача ЦЗФ «Дзержинська», «Горлівська».
Місце знаходження: м. Горлівка, Донецька обл., залізнична станція Микитівка.